# Tête colossale 5 de San Lorenzo
La tête colossale 5 (ou monument 5) est une tête colossale olmèque, découverte sur le site de San Lorenzo au Mexique en 1946.

## Caractéristiques
La tête colossale 5 est une sculpture de basalte, mesurant 1,80 m de hauteur pour 1,44 m de largeur et 1,15 m de profondeur ; elle pèse 11,6 t.
La sculpture représente le visage d'un homme d'âge mur, en ronde-bosse. La figure fronce les sourcils, ce qui est typique des têtes colossales, et ses lèvres sont légèrement entre-ouvertes. L'arrière de la sculpture est plat. Comme les autres têtes colossales, la figure est surmontée d'une coiffe complexe. Le bandeau est incliné et comporte une encoche au-dessus du nez.
La tête est particulièrement bien conservée, bien que l'arrière de la coiffe ait été endommagé lors de son transport hors du site archéologique.

## Historique
Aucune des têtes colossales ne peuvent pas être datées avec précision. Toutefois, les têtes du site de San Lorenzo sont enterrées dès 900 av. J.-C., leur fabrication et utilisation étant donc antérieure. On estime qu'elles dateraient de l'époque préclassique de la Mésoamérique, principalement du début de cette époque (1500 à 1000 av. J.-C.).
Les dix têtes colossales de San Lorenzo forment à l'origine deux lignes grossièrement parallèles du nord au sud du site,. Bien que certaines aient été retrouvées dans des ravines, elles étaient proches de leur emplacement d'origine et ont été ensevelies par l'érosion locale. Les têtes, ainsi qu'un certain nombre de trônes monumentaux en pierre, formaient probablement une route processionnelle à travers le site, mettant en évidence son histoire dynastique.
La sculpture est particulièrement bien exécutée et a probablement été retrouvée à proximité de son emplacement d'origine. Les céramiques découvertes au cours de ses fouilles se sont mélangées à celles de la fouille de la tête colossale 4. Elles ont été datées des phases de San Lorenzo et de Villa Alta (environ 1400–1000 av. J.-C. et 800–1000 respectivement).
La tête colossale 5 est excavée en 1946 sous la direction de l'archéologue américain Matthew Stirling. Les têtes étant numérotées de façon séquentielle en fonction de leur découverte, la tête colossale 5 est la cinquième à avoir été trouvée sur le site de San Lorenzo. Il est probable qu'elle ait été découverte près de son emplacement original. Des céramiques extraites lors de son excavation ont été mélangées avec celles trouvées près de la tête colossale 4 ; le mélange est daté des phases de San Lorenzo et Villa Alta (respectivement vers 1400–1000 av. J.-C. and 800–1000),,. La sculpture n'est plus sur le site de San Lorenzo : elle est exposée dans la salle 1 du musée d'anthropologie (es) de Xalapa, capitale de l'État de Veracruz,.
La sculpture est exposée une fois aux États-Unis : en 2011, avec la tête colossale 9, elle est prêtée au musée de Young de San Francisco pour l'exposition Olmec: Colossal Masterworks of Ancient Mexico,.
En 1989, une réplique de la tête 5 de San Lorenzo est donnée à Covina en Californie, destinée au parc Jalapa. À la suite de craintes de vandalisme, elle est installée à l'extérieur du poste de police. Elle en est enlevée en 2011, puis placée à Jobe's Glen, parc de Jalapa, en juin 2012,.